# Chaetocalyx bracteosa
Chaetocalyx bracteosa är en ärtväxtart som beskrevs av Velva Elaine Rudd. Chaetocalyx bracteosa ingår i släktet Chaetocalyx och familjen ärtväxter. Inga underarter finns listade i Catalogue of Life.